# Mainbrücke Stockstadt (A 3)
Die Mainbrücke Stockstadt ist ein Bauwerk der Bundesautobahn 3 (Frankfurt–Nürnberg) bei Stockstadt am Main. Am Autobahnkilometer 208 überspannt sie den Main bei Stromkilometer 80,050. Die Brücke liegt zwischen den Anschlussstellen Stockstadt und Aschaffenburg-Zentrum und wurde am 9. Juli 1958 als Teil des Abschnittes Stockstadt–Hösbach dem Verkehr übergeben.

## Brücke von 1958

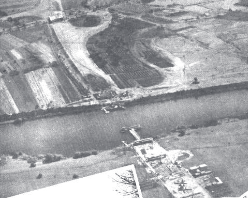
Bau der Mainbrücke Stockstadt 1958

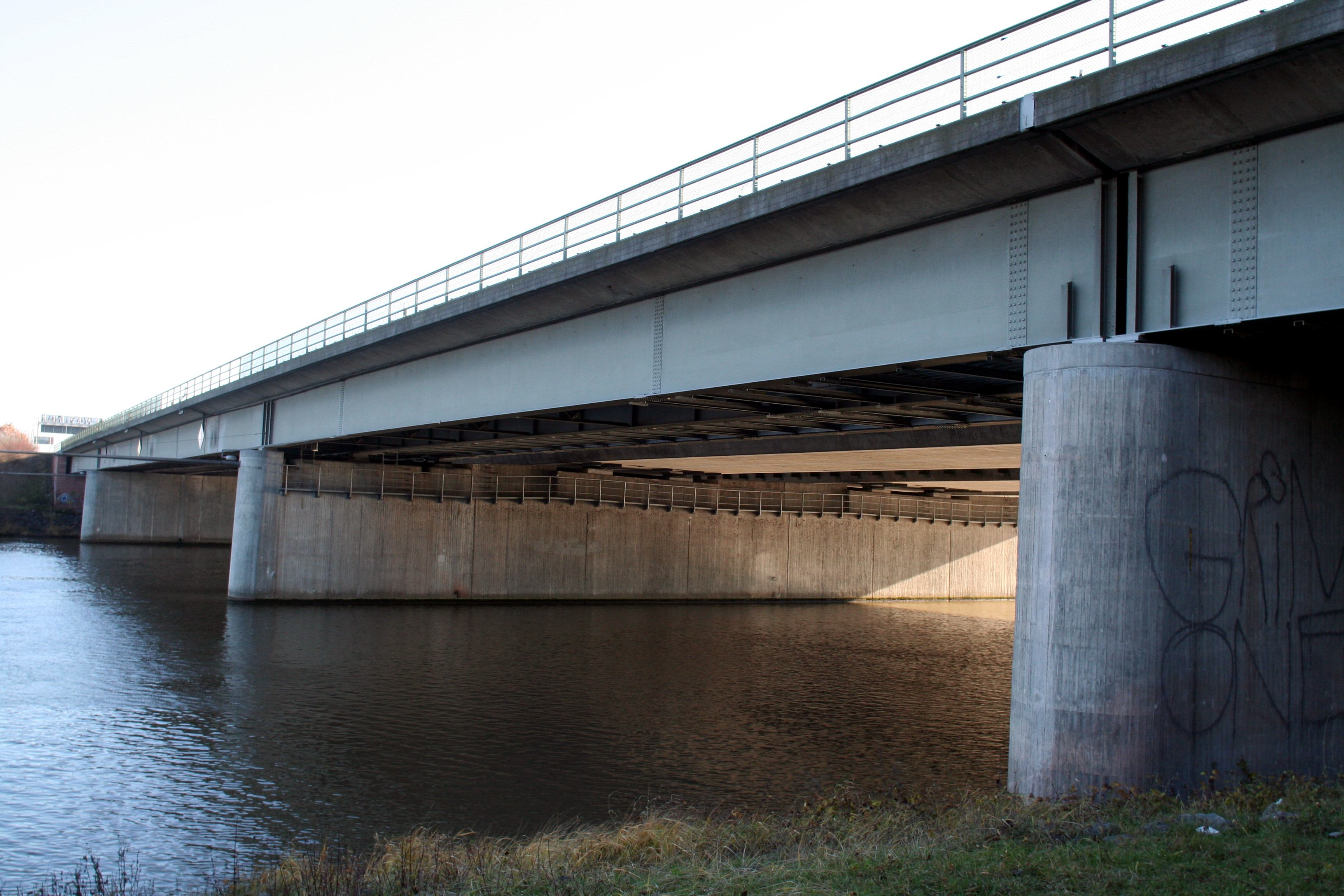
Überbau von 1958

Die erste Mainbrücke entstand 1958 im Rahmen des Neubaus der Autobahn von Offenbach nach Aschaffenburg und kostete 6,4 Millionen Mark. Die 25,0 m breite Balkenbrücke wies für jede Richtungsfahrbahn einen Überbau auf, der jeweils für zwei Fahrstreifen allerdings aus Kostengründen ohne Standstreifen ausgelegt war. Das Bauwerkssystem der Stahlverbundkonstruktion bestand in Längsrichtung aus zwei Durchlaufträgern mit vier und drei Öffnungen und Stützweiten von 5 × 48 m am linken Mainufer 78 m als Hauptöffnung über der Main und 42,75 m am rechten Mainufer. Die Querrichtung der beiden konstant 2,2 m hohen Überbauten war als Plattenbalken ausgebildet und wies jeweils drei stählerne Vollwandträger mit einer darauf angeordneten Stahlbetonfahrbahnplatte auf. Getragen wurden die Überbauten von massiven Pfeilerscheiben, die wie die Widerlager mit rotem Buntsandstein verkleidet waren.

## Brücke von 1991

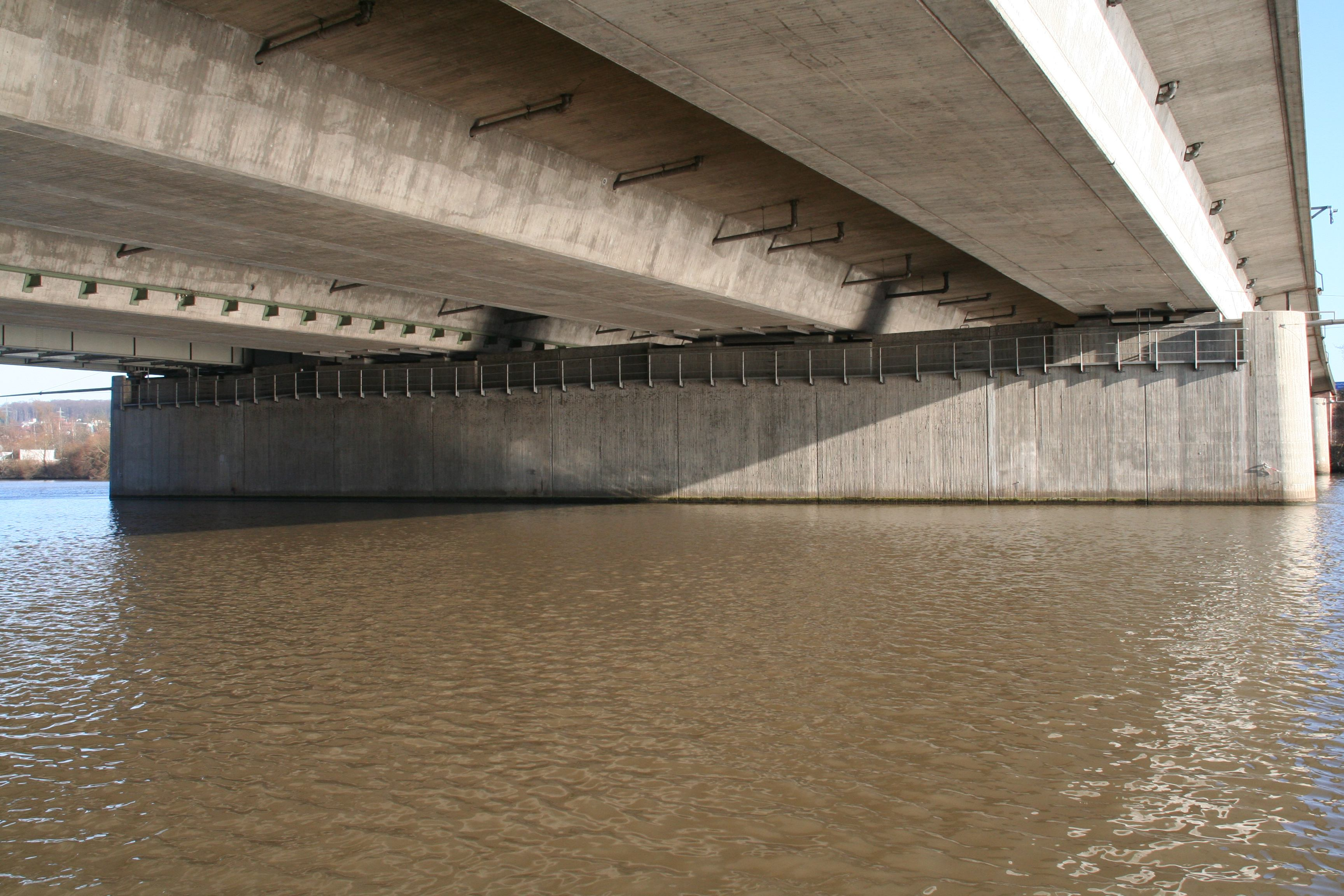
Brückenuntersicht

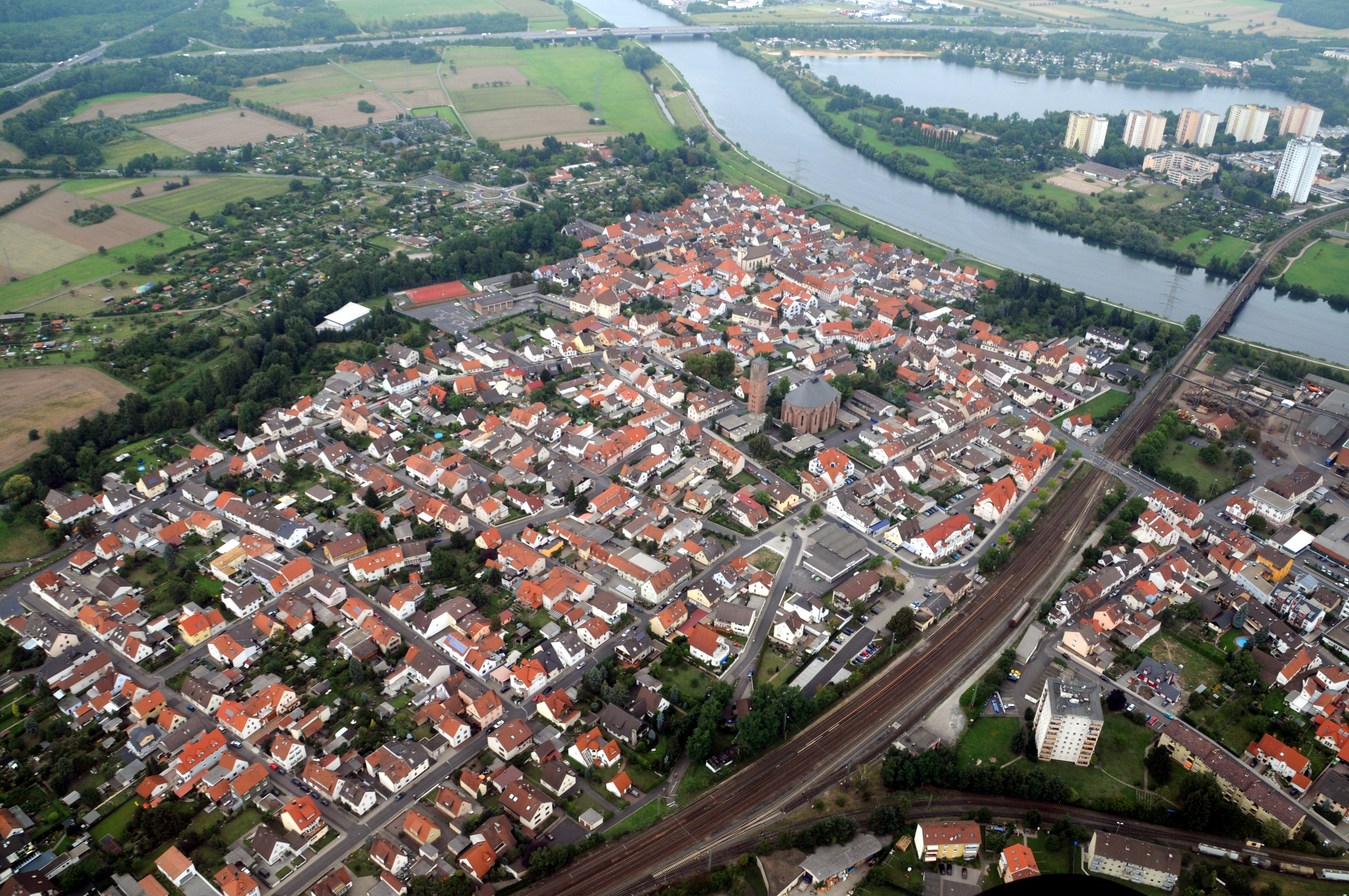
Im Hintergrund die Autobahnbrücke Stockstadt, rechts die Eisenbahnbrücke

Im Jahr 1987 begann im Rahmen des sechsstreifigen Ausbaus der Autobahn der Ersatzneubau der Mainbrücke. Dabei wurde für jede Richtungsfahrbahn ein Überbau mit drei Fahrstreifen und einem Standstreifen errichtet. Zusätzlich erfolgte der Bau eines separaten Überbaus mit zwei Fahrstreifen für die rechtsmainische Anschlussstelle Aschaffenburg-Zentrum. Für die linksmainische Anschlussstelle Stockstadt wurde ein alter Überbau nach einem Querschub stromabwärts weiter verwendet. Die drei neuen Brückenüberbauten wurden mit unveränderten Stützweiten als Durchlaufträger mit sieben Feldern, diesmal aber als Spannbetonbalken mit konstanter Querschnittshöhe und Hohlkastenquerschnitt ausgeführt. Die Fertigstellung war im Jahr 1991, die Baukosten betrugen 36 Millionen DM.

Luftbild der Brücke aus den 2020er Jahren.

Überschattet wurde der Brückenneubau durch einen schweren Bauunfall mit einem Toten und mehreren Verletzten, der sich am 30. August 1988 ereignete. Der zweistreifige, stromaufwärts liegende Brückenüberbau, der im Taktschiebeverfahren mit Hilfe eines Hilfspylons und Schrägabspannungen errichtet wurde, stürzte über der langen Schifffahrtsöffnung ein. Der Pylon wurde bei der Überquerung mitgeschoben und verursachte neben dem Strompfeiler einen Stegdruckbruch.
Die statische Berechnung des Tragwerksplaners war fehlerhaft, was der Prüfingenieur nicht erkannte. Der Main war längere Zeit gesperrt. Der Wiederaufbau und der Bau der beiden anderen Überbauten erfolgte mit einem Hilfsjoch in der Schifffahrtsstraße, was anfangs nicht zulässig war.